# Ophiocnemis marmorata
Ophiocnemis marmorata är en ormstjärneart som beskrevs av Ljungman 1866. Ophiocnemis marmorata ingår i släktet Ophiocnemis och familjen Ophiothrichidae. Inga underarter finns listade i Catalogue of Life.